# Lionel Grivet
Pour les articles homonymes, voir Grivet.
 (janvier 2012).
Si vous disposez d'ouvrages ou d'articles de référence ou si vous connaissez des sites web de qualité traitant du thème abordé ici, merci de compléter l'article en donnant les références utiles à sa vérifiabilité et en les liant à la section « Notes et références ».
Lionel Grivet est un batteur de jazz français, né le 15 juillet 1962 à Saint-Mandé. 

## Biographie
Il débute la batterie à Paris dans diverses formations de jazz swing et en particulier avec la chanteuse Tina Provenzano aux côtés de Patrick Sherlock (1986 à 1990).
Il quitte Paris en 1990 et s'installe en région Rhône-Alpes où il collabore avec de nombreuses formations régionales, mais également avec des musiciens d'Ile de France. Il continue ses rencontres musicales avec des musiciens du jazz français et étrangers à travers des projets qui le conduisent dans de nombreux festivals : Vienne (France), Montreux (Suisse), Breda (Hollande), Ekaterinbourg (Russie), Il se produit ponctuellement en clubs principalement en France (Paris, Lyon, Grenoble). 
Il accompagne Maxim Saury de 1996 à 2011 et enregistre avec lui un album Il était une fois la Huchette (1997). Il donne des concerts en duo avec l'organiste Rhoda Scott depuis 2010 et jusqu'en 2017. Il accompagne Leroy Jones trompettiste de la Nouvelle-Orléans (2000) mais aussi  Ricky Ford, Christian Escoudé, Daniel Huck, Tony Petrucciani, Alain Jean-Marie, Jean-Pierre Bertrand, Olivier Franc, Georges Arvanitas, Roger Guérin, Philippe de Preissac ainsi que la chanteuse Nancy Holloway.
Il a enregistré à la batterie avec Maxim Saury Il était une fois la Huchette (1997), Daniel Huck Live (2006), Leroy Jones Big Beat Junction (2006), Tony Petrucciani Pour Michel (2007), Jean-Pierre Bertrand Rhythm Boogie (2014), Duke's place quartet "New Ellington project" (2019), No Red Coin "Live MC2" (2021) . Mais également à la contrebasse avec le groupe Tickle Swing Jive parade (2007). 